# Se, en gåvoflod går fram
Se, en gåvoflod går fram är en psalm vars text är skriven av Anders Frostenson år 1978. Musiken är skriven 1978 av Sven-Erik Bäck.

## Publicerad i
- Psalmer och Sånger 1987 som nr 476 under rubriken "Kyrkan och nådemedlen - Vittnesbörd - tjänst - mission".[1]
- Psalmer i 90-talet som nr 824 under rubriken "Kyrkan och gudstjänsten"
- Psalmer i 2000-talet som nr 925 under rubriken "Kyrkan och gudstjänsten"
- Den finlandssvenska psalmboken 1986 nr 488 under rubriken "Ansvar och tjänande"